# Unreal II: The Awakening
Unreal II: The Awakening (der Untertitel bedeutet auf engl. das Erwachen) ist ein Ego-Shooter des US-amerikanischen Entwicklungsstudios Legend Entertainment. Es ist der Nachfolger des erfolgreichen Computerspiels Unreal von Epic Games und wurde nach langjähriger Entwicklungszeit im Februar 2003 von Atari veröffentlicht.
Wie bei Unreal gab es auch bei Unreal II eine Unreal Gold Edition, welche Unreal II und Unreal Tournament 2003 enthielt. Später erfolgte eine Portierung auf die Xbox, welche im Februar 2004 veröffentlicht wurde.

## Handlung
In Unreal 2 übernimmt man die Rolle eines Ex-Soldaten, der im Auftrag der Kolonialbehörde am Rande des zivilisierten Teils der Galaxis mit dem Raumschiff Atlantis auf Patrouille ist und in eine Reihe von Abenteuern verwickelt wird. Die kleine Besatzung des Schiffes besteht außerdem noch aus der Offizierin Aida, dem Kriegsveteranen Izaak und einem außerirdischen Piloten namens Ne Ban. Im Verlaufe des Spiels lernt der Spieler diese Charaktere näher kennen und erfährt etwas zur Hintergrundgeschichte jedes Einzelnen.
In Unreal 2 gibt es eine Reihe verschiedener Gegnertypen (von denen jedoch meistens nur maximal zwei Typen gleichzeitig in einem Level auftauchen) und es werden im Laufe des Spiels viele unterschiedliche Planeten besucht, unter denen sich eine Dschungel-Welt, ein Wüstenplanet und ein vereister Mond befinden.

## Entwicklung
Unreal 2 wurde von Legend Entertainment im Auftrag von Epic Games entwickelt. Legend Entertainment entwickelte bereits 1999 die Erweiterung Return to Na Pali des ersten Teils und erlangte auch durch den Fantasy-Egoshooter Wheel of Time Anerkennung. Nach der Fertigstellung von Unreal II wurde das Entwicklerstudio jedoch vom Eigentümer Atari aufgelöst.

## Technik
Zur Darstellung der Spielwelt kam die Unreal Engine 2 zum Einsatz, welche es ermöglichte, große Außenareale in vorher noch nicht dagewesenem Detailreichtum darzustellen. Für den Ton wurde die aktuelle EAX-Technologie verwendet.
Die deutsche Version des Spiels ist mit deutschsprachiger Synchronisation versehen und wie schon der Vorgänger zensiert, um einer Indizierung zu entgehen. Während beim Vorgänger in der deutschen Version noch etwas Blut zu sehen war, wird bei Unreal 2 komplett darauf verzichtet.

## Rezeption
Die Liebe zum Detail der Entwickler zahle sich aus. Die Rahmenhandlung sei abwechslungsreich. Der Aufbau der Level ist stark linear und fordere den Spieler kaum. Die Grafik-Engine sei die zu dem Erscheinungszeitpunkt beste, jedoch böte sie kaum sensationell neues. Die Texturen seien hoch aufgelöst und böten mit dem stimmigen Licht postkartenreife Landschaften. Die Partikeleffekte seien realistisch. Nicht gelungen sei die Darstellung von Wasser. Die Spielzeit sei gering und das Spiel böte auch keinen Wiederspielwert. Der Shooter sei sehr generisch. Anknüpfungspunkte an den Vorgänger gäbe es praktisch keine. Die gelungene Künstliche Intelligenz der Gegner sorge für actionreiche Kämpfe. Die Veröffentlichung auf der Xbox sei zu spät erfolgt. Die Optik auf der Spielekonsole sei deutlich reduziert. Das Spiel sei Konkurrenzprodukten unterlegen.